# Stachybotrys elegans
Stachybotrys elegans är en svampart som först beskrevs av Pidopl., och fick sitt nu gällande namn av W. Gams 1980. Stachybotrys elegans ingår i släktet Stachybotrys, ordningen köttkärnsvampar, klassen Sordariomycetes, divisionen sporsäcksvampar och riket svampar.   Inga underarter finns listade i Catalogue of Life.